# Boule et Bill (série télévisée d'animation, 2015)
 (juillet 2024).
 (Avril 2025).
 (juillet 2024).
Pour les articles homonymes, voir Boule et Bill (homonymie).
Boule et Bill est une série d'animation en 3D, diffusée depuis 2016 en France. Elle est diffusée sur les chaines France 3 et Piwi+. Réalisée par Philippe Vidal, elle fait suite à la série en animation 2D, elle-même inspirée de la bande dessinée éponyme créée en 1959  Jean Roba. 
La série est produite par les studios Belvision, Ellipsanime Productions et Dargaud Media. La saison 2 est diffusée le 29 novembre 2018 sur France 3 dans l'émission Ludo. Elle est désormais diffusée sur TF1+.

## Synopsis
Boule et Bill relate les aventures d'un garçon de 10 ans, Boule, et de son cocker spaniel, Bill. Les deux amis sont accompagnés de Caroline, une tortue amoureuse du chien.

## Distribution
- Julien Crampon : Bill
- Julie Dupont : Boule
- Leslie Lipkins : Caroline la tortue
- Nathalie Homs : Mme Stick
- Manon Gilbert : Pouf (le copain de Boule)
- Thierry Jahn : Papa
- Clara Quilichini : Noisette (la copine de Boule)
- Céline Ronté : Axel
- Antoine Schoumsky : Caporal
- Magali Rosenzweig : Maman, la vétérinaire, voix additionnelles
- Martial Le Minoux : Truffe, le chien noir, le délivreur, & voix additionnelles

## Liste des épisodes de la saison 1 (2015-2016)
1. Master Nounou
2. Chien chic
3. Le cadeau
4. Woof virtuel
5. Les lignes de la patte
6. Bon appétit !
7. Le secret de Madame Stick
8. Caroline se carapate
9. Concerto pour perruche
10. Opération Lune
11. Une éducation au poil
12. Véto contre le véto
13. On n'est pas chez soi
14. Un pouvoir très spécial
15. Caporal a disparu
16. SOS oisillons
17. Histoire d'os
18. Le défi
19. Concours photo
20. Robin ne peut plus voler
21. L'oiseau rare
22. Vacances interdites
23. Caro met le turbo
24. Danger: tortue en liberté!
25. La chasse à l'os
26. Plein la truffe
27. Bill la star
28. Comme chien et chat
29. La fête à la maison
30. Les Vacances de Georges
31. Inséparables
32. Des parents d'enfer
33. Bill assure un max
34. La boite de sushis
35. Touche pas à mon parc
36. Bill à plein régime
37. Max contre-attaque
38. Ça va twister !
39. Bill fait du zèle
40. Arrête ton cirque
41. Le monstre du parc
42. Pris au jeu
43. Rock'n'Bill
44. Duo record
45. Le message
46. La dette
47. Sushis en folie
48. Le fantôme
49. Trop pour un seul Bill
50. Une nuit de chien
51. 5 chiens à la maison
52. C'est magique

## Liste des épisodes de la saison 2 (2018-2019)
1. Georges 2.0
2. Buffalo Boule et Oreilles Habiles
3. Le rayon à hoquet
4. Quelle mouche l'a piquée ?
5. Il faut sauver Caporal
6. Oreilles à plat
7. Atchoum
8. La voix de son maître
9. Sale journée pour Bill
10. Le trésor de Sabre noir
11. SuperBill et DivineCaroline
12. Anniversaires
13. Bon anniversaire Mme Stick !
14. Parfum de chien
15. Sale à flair
16. L'envol
17. Papa dans les pattes
18. Le mystère du chien invisible
19. Un jeu de piste mouvementé
20. Bill ou double ?
21. Cockers en danger
22. Retour à la nature
23. Misti Bill
24. James Boule 007
25. Bill Picabot
26. Une carapace pour Pouf
27. Ça va être leur fête !
28. Un si joli petit monstre
29. Tout baigne
30. Le voisin-zin
31. Boule et billes
32. Le grand méchant Pluche
33. Coup de jeune
34. Une amie pour Caro
35. L'invention ultime
36. Tags à gogo
37. Un petit mot
38. Ho c'est haut
39. Opération survie
40. Gentil toutou
41. PopStick
42. Le voyage de Robin
43. Mon animal préféré
44. Détournement de carapace
45. Professeur Moustache
46. La puce à l'oreille
47. Nos pires voisins
48. L'invincible chat volant
49. Amitié surprise
50. Des étoiles plein les yeux
51. Bouh ! Fais-moi peur !
52. La mauvaise dimension

## Commentaires
Contrairement à la série animée de 2005, Boule porte dans cette série une salopette, en référence à la série animée de 1975 et à la représentation originelle de Boule dans les BD ayant inspiré la série.

## Diffusion
La série est diffusée en France depuis le 23 janvier 2016 dans Ludo, sur France 3. Elle est ensuite diffusée sur Piwi+ en juillet 2017. En Belgique, elle est diffusée sur Ouftivi (RTBF).